# فریده قطبی
فریده قطبی (همچنین مشهور به فریده دیبا، ۱۱ بهمن ۱۲۹۸ – ۹ آذر ۱۳۷۹) مادر فرح پهلوی بود.

## سال‌های نخست زندگی تا دربار
فریده قطبی فرزند باقر امجدالسلطان، در ۱۱ بهمن ۱۲۹۸ خورشیدی در لاهیجان زاده شد. نسب او به قطب‌الدین شریف لاهیجی، صوفی و مفسر قرآن می‌رسد. او در مدرسهٔ ژاندارک تهران درس خواند که راهبه‌های فرانسوی آن را اداره می‌کردند. قطبی در فروردین ۱۳۱۶، با یک دانشجوی حقوق و افسر ارتش شاهنشاهی به نام سهراب طباطبایی دیبا ازدواج کرد. یک سال پس از ازدواج، همسرش به تبریز منتقل شد و او نیز با همسرش به تبریز رفت. در ۲۲ مهر ۱۳۱۷ آن‌ها صاحب دختری به نام فرح شدند. سهراب دیبا بعدها بر اثر ابتلا به سرطان معده در ۱۳۲۶ درگذشت.
فریده قطبی به همراه افرادی از خانوادهٔ شوهر پیشین خود، شرایط تحصیل دخترش فرح را در مدرسه‌های ایتالیایی‌ها و ژاندارک و دبیرستان رازی تهران فراهم کرد و او را برای ادامه تحصیل در رشته معماری به فرانسه فرستاد.
با ازدواج فرح و محمدرضا پهلوی، در دوشنبه ۲۹ آذر ۱۳۳۸، فریده قطبی عضوی از خانوادهٔ پهلوی شد. با زادروز نوه‌های وی، رضا، فرحناز، علیرضا و لیلا، موقعیت وی استحکام یافت.

## ترک ایران و مرگ
با وقوع انقلاب ۱۳۵۷، فریده دیبا نیز همچون تنها فرزند و نوادگانش ایران را ترک کرد. فریده قطبی در نوامبر ۲۰۰۰، در پاریس درگذشت و در گورستان پاسی دفن شد. ۷ ماه پس از مرگ فریده قطبی، لیلا پهلوی، کوچک‌ترین نوه‌اش نیز در کنار قبرش دفن شد.

## جعل کتاب
پس از انقلاب ۱۳۵۷، یک کتاب خاطرات جعلی منتسب به فریده دیبا، با عنوان دخترم فرح در ایران منتشر شد؛ پژوهش‌گران این کتاب را صراحتاً نامعتبر دانستند و این کتاب را جعلی اعلام کردند.
فرح پهلوی دربارهٔ این کتاب، چنین گفته است: «ظاهراً کتاب‌های زیادی به اسم من، مادرم، ملکهٔ مادر و برادران شاه، در جمهوری اسلامی چاپ می‌شود که همه ساختگی است. پس از این‌که کتاب من در خارج به فارسی چاپ شد، در جمهوری اسلامی دو جلد کتاب به نام دختر یتیم نوشتهٔ فرح پهلوی، چاپ کردند که ساختگی است. حتی کتاب دخترم فرح که به اسم مادرم چاپ شد نیز جعلی است و مادرم هرگز خاطراتی ننوشت. تازه در این کتاب نوشتند ترجمهٔ انگلیسی، که مادرم هیچ‌گاه انگلیسی صحبت نمی‌کرد.»